# Route nationale 806
Pour les articles homonymes, voir Route 806.
La route nationale 806 ou RN 806 était une route nationale française reliant Fougères à Javron-les-Chapelles. À la suite de la réforme de 1972, elle a été déclassée en RD 806 en Ille-et-Vilaine et en RD 33 dans la Mayenne.

## Ancien tracé de Fougères à Javron-les-Chapelles (D 806 & D 33)
- Fougères
- Laignelet
- Le Loroux
- Saint-Ellier-du-Maine
- Levaré
- Gorron
- Ambrières-les-Vallées
- Chantrigné
- Lassay-les-Châteaux
- Charchigné
- Javron-les-Chapelles